# Giải vô địch cờ vua thế giới 1986
Giải vô địch cờ vua thế giới 1986 là một trận đấu giữa đương kim vua cờ Garry Kasparov và nhà thách đấu, cựu vua cờ Anatoly Karpov, diễn ra tại London và Leningrad từ 28 tháng 7 đến 8 tháng 10 năm 1986. Kasparov thắng và bảo vệ được ngôi vua cờ. Theo điều lệ trận đấu năm trước, Karpov có quyền đấu một trận "phục thù" để giành lại ngôi, sau khi để mất danh hiệu vô địch thế giới vào tay Garry Kasparov.

## Kết quả
Trận đấu diễn ra trong 24 ván. Nếu tỉ số hòa 12-12, Kasparov vẫn giữ được ngôi vô địch thế giới.
|                          | Rating | 1 | 2 | 3 | 4 | 5 | 6 | 7 | 8 | 9 | 10 | 11 | 12 | 13 | 14 | 15 | 16 | 17 | 18 | 19 | 20 | 21 | 22 | 23 | 24 | Điểm |
| ------------------------ | ------ | - | - | - | - | - | - | - | - | - | -- | -- | -- | -- | -- | -- | -- | -- | -- | -- | -- | -- | -- | -- | -- | ---- |
| Garry Kasparov (Liên Xô) | 2740   | ½ | ½ | ½ | 1 | 0 | ½ | ½ | 1 | ½ | ½  | ½  | ½  | ½  | 1  | ½  | 1  | 0  | 0  | 0  | ½  | ½  | 1  | ½  | ½  | 12½  |
| Anatoly Karpov (Liên Xô) | 2705   | ½ | ½ | ½ | 0 | 1 | ½ | ½ | 0 | ½ | ½  | ½  | ½  | ½  | 0  | ½  | 0  | 1  | 1  | 1  | ½  | ½  | 0  | ½  | ½  | 11½  |

Kasparov thắng.